# سازمان (فرار از زندان)

ژنرال جاناتان کرنس رئیس کل سازمان

سازمان (به انگلیسی: The Company) در داستان، نام گروه مخفی مافیایی در سریال فرار از زندان می‌باشد. این گروه که در مجموع شرکت‌های وابسته و چندملیتی را اداره می‌کند. نفوذ و قدرت خود را از طریق کاخ سفید به واسطه انجام تصمیمات مهم و مؤثر، برای کشور را انجام می‌دهد. هدف اصلی آن تحمیل الگوی خود به واسطه نظم نوین جهانی برای حفظ و کنترل اقتصاد یک کشور است. این سازمان بسیاری از آژانس‌های مهم دولتی به ویژه سرویس پلیس مخفی ایالات متحده و کارولین رینولدز (پاتریشیا ودینگ)، معاون رئیس‌جمهور سابق ایالات متحده، را برای انجام امور کنترل بر نوسانات لایحه انرژی دولت را تحت نفوذ و در چنگال خود دارد.